# Du Ping
Du Ping (杜苹S, Dù PíngP; Shenyang, 28 febbraio 1978) è un ex calciatore cinese, di ruolo attaccante.

## Palmarès

### Club

#### Competizioni nazionali
- Hong Kong Premier League: 1

South China: 2007-2008